# Аль-Хидая
«Аль-Хида́я» (араб. الهداية‎ — «Руководство», полное название «Аль-Хидая фи шарх бидая аль-мубтади», الهداية في شرح بداية المبتدي‎ — «Руководство по комментированию „Начала для начинающего“») — самый авторитетный труд по ханафитскому праву, написанный на арабском языке в XII веке среднеазиатским богословом и законоведом Бурхануддином аль-Маргинани (1123—1197).
Крупнейшим трудом аль-Маргинани является «Бидая аль-мубтади» («Начало для начинающего [обучение]»), который составлен на основе «Мухтасара» аль-Кудури (973—1037) и сборника Мухаммада аш-Шайбани (749—805). Наиболее известным и популярным комментарием к «Бидая аль-мубтади» является труд самого автора под названием «Аль-Хидая» («Руководство»). Этому поспособствовали ясность и краткость языка книги, а также удобство тематической классификации. Автор широко использовал правовые положения других мазхабов (в основном из шафиитского и маликитского мазхабов), что привело к увеличению числа людей, которым могла понадобиться эта книга. Насчитывается более 60 комментариев и сокращений «Аль-Хидая», написанных авторами, которые жили на территории от Египта до Кашгара и от Индии до Поволжья.
«Аль-Хидая» состоит из четырёх томов, 57 «книг» (китаб), 165 глав (баб), 152 разделов (фасль). Например, первый том состоит из 5 «книг», посвящённых ритуальному омовению, молитве, посту, закяту и хаджжу.
В Османской империи, в среднеазиатских ханствах и эмиратах судопроизводство велось по «Аль-Хидая». На Индийском субконтиненте «Аль-Хидая» оставалась стандартом вплоть до завоевания британцами. В Британской Индии труд аль-Маргинани был положен в основу т. н. англо-магометанского права (англ. Anglo-Mohammedan law). В 1776 году по приказу Чарльза Гамильтона в Бенгалии книга была переведена с арабского на персидский язык. Позднее для облегчения работы судей Британской Ост-Индской компании «Аль-Хидая» была переведена с персидского на английский язык в 1791 году Гамильтоном и в 1870 году Стэндишом Г. Грэди (The Hedaya, Or Guide: A Commentary on the Mussulman Laws). После завоевания Средней Азии Российской империей книга аль-Маргинани в 1893 году под руководством Николая Ивановича Гродекова была переведена с английского на русский язык и издана в Ташкенте.